# Brandlos
Brandlos ist einer der acht Ortsteile der Gemeinde Hosenfeld im osthessischen Landkreis Fulda.

## Geografische Lage
Der Ort liegt am westlichen Rand des Landkreises Fulda, am östlichen Ausläufer des Vogelsberges und südlich des Kernorts von Hosenfeld. Durch den Ort fließt das Brandloser Wasser, das bei Poppenrod in den Bachlauf der Jossa mündet. Der „Steinküppel“ (489 m) ist die höchste Erhebung der Gemarkung Brandlos. Im Süden grenzt Brandlos an die Gemarkung Hauswurz der Gemeinde Neuhof.

## Geschichte

### Ortsgeschichte
In der Gründungsurkunde der Propstei Neuenberg aus dem Jahre 1030 wird von einem gewissen "Branthoheslah", dem Hof des Brandolf, gesprochen. Die älteste bekannte schriftliche Erwähnung des Dorfes erfolgte im Jahr 1528. Im Türkensteuerregister der Fürstabtei Fulda ist der Ort 1605 unter dem Namen Brandes mit 20 Familien erwähnt.
Bereits in frühmittelalterlicher Zeit führte eine bedeutende Handelsstraße der Römer zwischen Mainz und Eisenach, die Antsanvia, durch das Gebiet. Das Dorf war dem fuldischen Gericht Hosenfeld zugeordnet und dem Adelsgeschlecht der Herren von Lüder zustehend.
Im Jahr 1787 war Brandlos dem Propsteiamt Blankenau der Fürstabtei Fulda zugeordnet und war Tochterkirche von Hauswurz.
Hessische Gebietsreform (1970–1977)
Die bis dahin selbständigen Gemeinden Blankenau, Brandlos, Hainzell, Jossa, Pfaffenrod, Poppenrod und Schletzenhausen mit dem Weiler Gersrod gaben am 31. Dezember 1971 ihre Eigenständigkeit auf und wurden im Zuge der Gebietsreform in Hessen auf freiwilliger Basis in die Gemeinde Hosenfeld eingegliedert.
Für alle nach Hosenfeld eingegliederten Gemeinden und die Kerngemeinde wurde je ein Ortsbezirk gebildet.

### Verwaltungsgeschichte im Überblick
Die folgende Liste zeigt die Staaten und Verwaltungseinheiten, denen Brandlos  angehört(e):
- vor 1803: Heiliges Römisches Reich, Hochstift Fulda, Propsteiamt Blankenau
- 1803–1806: Heiliges Römisches Reich, Fürstentum Nassau-Oranien-Fulda,[Anm. 2] Fürstentum Fulda, Amt Blankenau
- 1806–1810: Kaiserreich Frankreich,[Anm. 3] Fürstentum Fulda (Militärverwaltung)
- 1810–1813: Großherzogtum Frankfurt, Departement Fulda, Distrikt Großenlüder
- ab 1816: Kurfürstentum Hessen, Großherzogtum Fulda, Amt Großenlüder[9]
- ab 1821: Kurfürstentum Hessen, Provinz Fulda, Kreis Fulda[Anm. 4]
- ab 1848: Kurfürstentum Hessen, Bezirk Fulda
- ab 1851: Kurfürstentum Hessen, Provinz Fulda, Kreis Fulda
- ab 1867: Norddeutscher Bund,[Anm. 5] Königreich Preußen,[Anm. 6] Provinz Hessen-Nassau, Regierungsbezirk Kassel, Kreis Fulda
- ab 1871: Deutsches Reich, Königreich Preußen, Provinz Hessen-Nassau, Regierungsbezirk Kassel, Kreis Fulda
- ab 1918: Deutsches Reich, Freistaat Preußen,[Anm. 7] Provinz Hessen-Nassau, Regierungsbezirk Kassel, Kreis Fulda
- ab 1944: Deutsches Reich, Freistaat Preußen, Provinz Kurhessen, Landkreis Fulda
- ab 1945: Deutsches Reich, Amerikanische Besatzungszone,[Anm. 8] Groß-Hessen, Regierungsbezirk Kassel, Landkreis Fulda
- ab 1946: Deutsches Reich, Amerikanische Besatzungszone, Hessen, Regierungsbezirk Kassel, Landkreis Fulda
- ab 1949: Bundesrepublik Deutschland, Hessen, Regierungsbezirk Kassel, Landkreis Fulda
- ab 1972: Bundesrepublik Deutschland, Hessen, Regierungsbezirk Kassel, Landkreis Fulda, Gemeinde Hosenfeld

## Bevölkerung

### Einwohnerstruktur 2011
Nach den Erhebungen des Zensus 2011 lebten am Stichtag, dem 9. Mai 2011, in Brandlos 138 Einwohner. Darunter waren 3 (2,2 %) Ausländer. Nach dem Lebensalter waren 24 Einwohner unter 18 Jahren, 57 zwischen 18 und 49, 30 zwischen 50 und 64 und 27 Einwohner waren älter. Die Einwohner lebten in 57 Haushalten. Davon waren 15 Singlehaushalte, 18 Paare ohne Kinder und 18 Paare mit Kindern, sowie 6 Alleinerziehende und keine Wohngemeinschaften. In 12 Haushalten lebten ausschließlich Senioren und in 42 Haushaltungen lebten keine Senioren.

### Einwohnerentwicklung
| Brandlos: Einwohnerzahlen von 1834 bis 2020 | Brandlos: Einwohnerzahlen von 1834 bis 2020 | Brandlos: Einwohnerzahlen von 1834 bis 2020 | Brandlos: Einwohnerzahlen von 1834 bis 2020 | Brandlos: Einwohnerzahlen von 1834 bis 2020 |
| --- | ------------------------------------------- | ------------------------------------------- | ------------------------------------------- | ------------------------------------------- |
| Jahr |                                             |                                             |                                             | Einwohner                                   |
| 1834 | 1834                                        |                                             | 156                                         | 156                                         |
| 1840 | 1840                                        |                                             | 135                                         | 135                                         |
| 1846 | 1846                                        |                                             | 158                                         | 158                                         |
| 1852 | 1852                                        |                                             | 151                                         | 151                                         |
| 1858 | 1858                                        |                                             | 168                                         | 168                                         |
| 1864 | 1864                                        |                                             | 152                                         | 152                                         |
| 1871 | 1871                                        |                                             | 148                                         | 148                                         |
| 1875 | 1875                                        |                                             | 138                                         | 138                                         |
| 1885 | 1885                                        |                                             | 127                                         | 127                                         |
| 1895 | 1895                                        |                                             | 121                                         | 121                                         |
| 1905 | 1905                                        |                                             | 134                                         | 134                                         |
| 1910 | 1910                                        |                                             | 121                                         | 121                                         |
| 1925 | 1925                                        |                                             | 118                                         | 118                                         |
| 1939 | 1939                                        |                                             | 126                                         | 126                                         |
| 1946 | 1946                                        |                                             | 173                                         | 173                                         |
| 1950 | 1950                                        |                                             | 135                                         | 135                                         |
| 1956 | 1956                                        |                                             | 124                                         | 124                                         |
| 1961 | 1961                                        |                                             | 119                                         | 119                                         |
| 1967 | 1967                                        |                                             | 139                                         | 139                                         |
| 1970 | 1970                                        |                                             | 145                                         | 145                                         |
| 1979 | 1979                                        |                                             | 137                                         | 137                                         |
| 1995 | 1995                                        |                                             | 136                                         | 136                                         |
| 2011 | 2011                                        |                                             | 138                                         | 138                                         |
| 2020 | 2020                                        |                                             | 146                                         | 146                                         |
| Datenquelle: Historisches Gemeindeverzeichnis für Hessen: Die Bevölkerung der Gemeinden 1834 bis 1967. Wiesbaden: Hessisches Statistisches Landesamt, 1968. Weitere Quellen: LAGIS; Gemeinde Hosenfeld (HW+NW); Zensus 2011 |                                             |                                             |                                             |                                             |

### Religion
128 Einwohner gehörten zum 31. Dezember 2006 der katholischen und 13 der evangelischen Religion an. 9 Einwohner gehörten einer anderen oder keiner Konfession an.
Historische Religionszugehörigkeit
| • 1885: | ein evangelischer (= 0,79 %), 126 katholische (= 99,21 %) Einwohner |
| • 1961: | ein evangelischer (= 0,84 %), 110 katholische (= 92,44 %) Einwohner |

Katholische Bevölkerung
Brandlos gehörte als einziger Hosenfelder Ortsteil der katholischen Pfarrei St. Bartholomäus Hauswurz (Neuhof) an, die dem Pastoralverbund Christus Erlöser Flieden-Hauswurz und somit dem Bistum Fulda zugeordnet war.
Mit Wirkung vom 1. Adventssonntag 2017 erfolgte eine Änderung in den Pfarrgrenzen. Der letzte Pfarrer verließ die Pfarrgemeinde Hauswurz mit den Dörfern Weidenau, Kauppen, Brandlos und Buchenrod. Da die Pfarrgemeinde Hauswurz wegen des fehlenden Priesternachwuchses keinen eigenen Pfarrer mehr bekam, wurde sie durch die Pfarrgemeinde St. Michael Neuhof mitbetreut. Das Dorf Brandlos wurde „umgepfarrt“, d. h. Brandlos gehört seitdem zur Pfarrgemeinde St. Peter und Paul Hosenfeld. Damit wurden nach den Veränderungen der Gebietsreform in Hessen auch die kirchlichen Strukturen den kommunalen Gegebenheiten angepasst.
Der Ort verfügt über keine eigene Kirche; gleichwohl läutet täglich zum Angelus die in dem seit 1997 dem auf dem Bürgerhaus als Dachreiter errichteten Glockentürmchen hängende St. Andreas-Glocke.
Traditionell wird – wohl auf Grund eines Gelübdes eingedenk einer mittelalterlichen Plage – als „Verlobten Tag“ jedes Jahr am 17. März an St. Gertrud der so genannte „Mäusetag“ mit einem Gottesdienst im Bürgerhaus begangen. Die heilige Gertrud wird gegen Mäuse- und Rattenplagen angerufen.
Evangelische Bevölkerung
Die evangelischen Einwohner sind der Kirchengemeinde der Kreuzkirche in Fulda-Neuenberg zugeordnet und werden vom dortigen evangelischen Pfarramt betreut. In regelmäßigen Abständen finden evangelische Gottesdienste auch in der katholischen Pfarrkirche St. Peter und Paul in Hosenfeld statt.

## Politik
Für den Ortsteil Brandlos besteht ein Ortsbezirk (Gebiete der ehemaligen Gemeinden Brandlos) mit Ortsbeirat und Ortsvorsteher nach der Hessischen Gemeindeordnung.
Der Ortsbeirat besteht aus fünf Mitgliedern. Bei den Kommunalwahlen in Hessen 2021 betrug die Wahlbeteiligung zum Ortsbeirat 63,48 %. Alle Kandidaten gehörten der Bürgerliste Brandlos an.
Der Ortsbeirat wählte Andreas Faust zum Ortsvorsteher.

## Vereine
Einziger Verein des Ortes ist die Freiwillige Feuerwehr Brandlos, die im Jahr 1952 als nichtrechtsfähiger Verein gegründet wurde. Da in Brandlos keine weiteren Vereine existieren, schreibt sich die Feuerwehr neben der Sicherstellung des Brandschutzes als Teil der Gesamtfeuerwehr im Brandschutznetzwerk der acht Feuerwehren der Gemeinde Hosenfeld besonders die Förderung der Brauchtumspflege und des Heimatgedankens auf die Fahnen. Sie stellt mit ihren ehrenamtlichen Mitgliedern in der Einsatzabteilung und mit finanzieller Ausstattung der Gemeinde Hosenfeld den Brandschutz in Brandlos sicher. Neben der Einsatzabteilung gibt es die Alters- und Ehrenabteilung, die gemeinsam mit den passiven Mitgliedern und der Jugendfeuerwehr ebenfalls die Arbeit des Feuerwehrvereins trägt.

## Infrastruktur
Die notwendige dörfliche Infrastruktur stellen das Bürgerhaus mit Glockentürmchen mit dem St. Andreas Angelusglöckchen und angegliedertem Feuerwehrhaus, eine Gemeinschaftsgefrieranlage sowie eine Gemeindeviehwaage und ein Friedhof sicher.
Der Raum der ehemaligen Gemeindeviehwaage im Bürgerhaus wurde wegen fehlender Nutzung durch die Landwirtschaft im Jahr 2011 durch die Gemeinde dem Feuerwehrhaus als Schulungsraum zugeordnet und in Eigenleistung der Mitglieder der Freiwilligen Feuerwehr Brandlos umgebaut.
Dem Bürgerhaus ist ein Kinderspielplatz angegliedert.
Gegenüber dem Bürgerhaus steht ein Dorfbackhaus aus dem vorigen Jahrhundert, das noch vereinzelt genutzt wird.

## Sehenswürdigkeiten

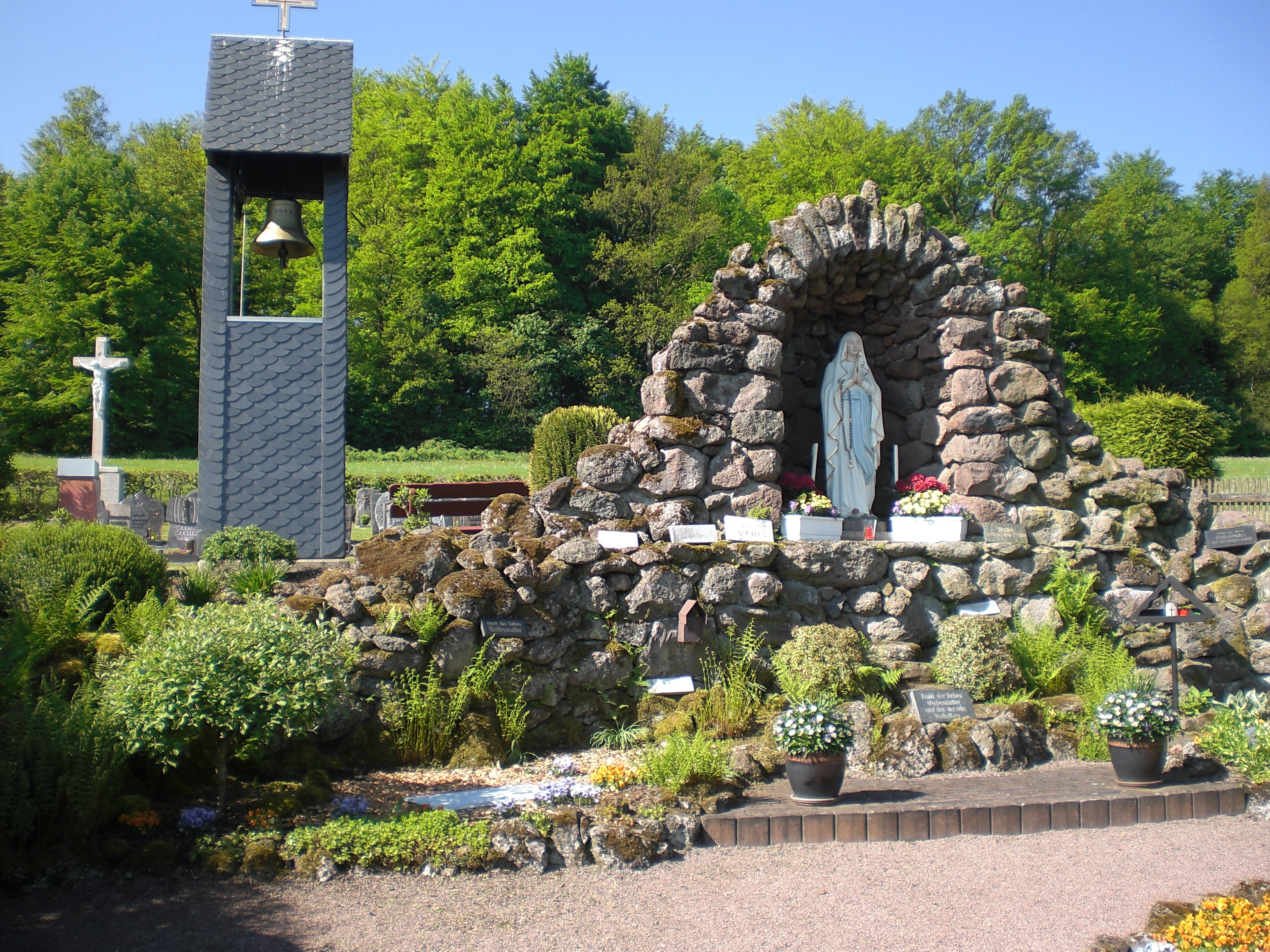
Die Mariengrotte und der Glockenturm am Friedhof (links)

Ein gemeindlicher Friedhof und eine Mariengrotte befinden sich am südwestlichen Ortsrand.
Zwischen dem Friedhof und der Marien- oder Lourdesgrotte wurde im Jahr 2011 ein Glockenturm errichtet. Der Glockenträger und die Glocke stammen von der im Oktober 2008 profanierten Katholischen Kirche in Borken-Nassenerfurth (Hessen). Nach Umgestaltung des Glockenträgers und Neuerrichtung erfolgte die Inbetriebnahme nach der kirchlichen Segnung am 19. Juni 2011. Der Glockenturm hat eine Gesamthöhe von 5,36 m. Die Stahlglocke mit dem Schlagton „h“ hat ein Gewicht von 75 kg und stammt ursprünglich aus Aachen. Die Glocke ist dem Hl. Josef, dem Schutzpatron der Sterbenden, geweiht.

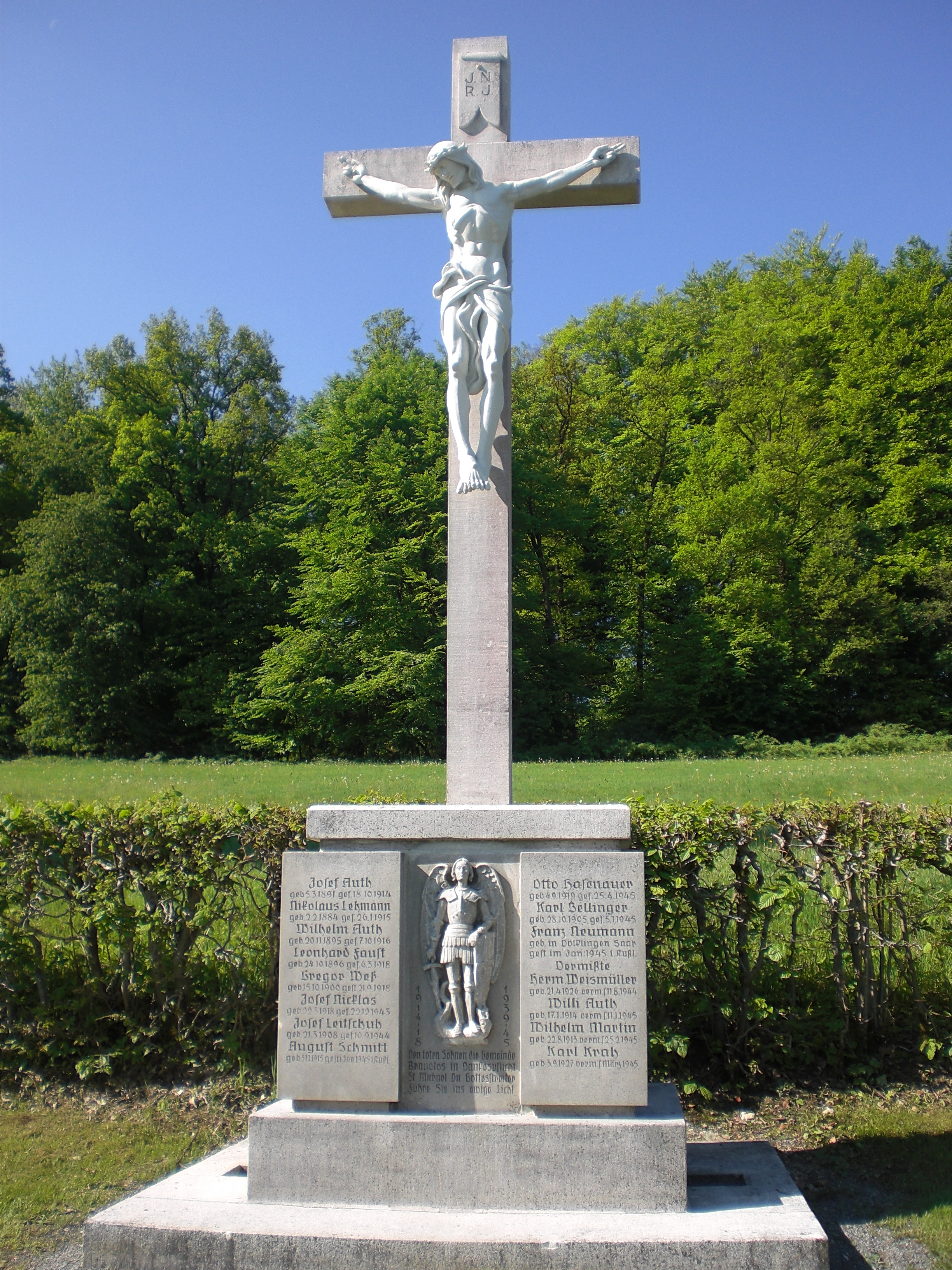
Das Friedhofskreuz ist auch Kriegerehrenmal

Das Hochkreuz am Friedhof ist gleichzeitig auch Ehrenmal für gefallene und vermisste Soldaten der beiden Weltkriege 1914–1918 und 1939–1945.

## Verkehr
Bis zum Jahr 1991 führte die Landesstraße L 3141 direkt durch die Ortslage. Durch den Neubau einer Ortsumgehung wurde Brandlos vom Durchgangsverkehr stark entlastet. Brandlos ist über die Kreisstraße K 91 an das überörtliche Straßennetz angebunden.
Eine ÖPNV-Buslinie nach Fulda stellt den öffentlichen Personennahverkehr zur 17 km entfernten Kreisstadt Fulda sicher.

## Persönlichkeiten
- Johann Adam Erb (1807–1871), Politiker und Abgeordneter des Kurhessischen Kommunallandtags und des Provinziallandtages